# 傳足利義政像
《傳足利義政像》為土佐光信以將軍足利義政作為描繪對象所作的肖像畫，也是土佐家世代相傳的寶物，另外於收納本畫的箱蓋內部，附有土佐光貞所寫的文章。

## 五官的描繪技巧與比較
此畫以墨線描繪五官與鬚鬢，墨線用色濃重使得五官清晰可辦，但也降低了畫作立體感，人物肌理與臉部陰影較難呈現，於髮鬢也因濃重墨色重疊，較難以辨別孰疏孰密，五官描繪則近似於大和繪之引目鉤鼻，僅以少數線條便完成五官之勾勒，五官整體近似於寫意而非寫真。
與他幅將軍肖像相比，室町時代的足利義政畫像有其獨特性；與鎌倉時代的傳源賴朝肖像相比，源賴潮肖像以淡色墨線勾勒，對於人物肌理以線條描繪，髮鬢也以淡色墨線層層累積製造層次感，鼻子線條圓潤，雙眼瞳孔清晰可見，對比大和繪之引目鉤鼻技巧寫實許多。
與江戶時代之德川家康肖像相比，德川家康像仍不若足利義政像墨色濃厚，人物肌理與髮鬢皆以墨線勾勒而成，在下巴處以深淺不一之顏色呈現五官立體感，相較於前二幅繪畫更為寫實。

## 服飾

### 傳足利義政像
《傳足利義政像》中，將軍足利義政穿著之服裝形式稱為衣冠，衣冠是由宮中宿直時穿著之簡化版束帶演變而來，與束帶相比較不正式。此像身著素黑袍、紅單衣，頭帶垂纓冠，手持檜扇，下著藍色指貫，未著襪或足袋。黑袍與小而密的指貫紋飾代表此時的義政尚為青年。此像著衣冠而不著束帶、赤足，搭配背面詩意淡泊的山水畫障屏，顯現其閒適的態勢，也可能體現義政推崇禪文化的精神。

### 與其他將軍肖像服飾比較

源賴朝像 （神護寺藏）

將軍肖像畫中將軍所穿之公服，除了《傳足利義政像》中足利義政所穿的衣冠之外，還有平安時代以降，作為日本官員正裝的束帶。以藏於神護寺的《源賴朝像》與藏於大阪城天守閣的《德川家康像》為例。
《源賴朝像》中，源賴朝身著繡有暗紋的黑袍、紅色單衣，戴有垂纓冠，象徵其四位以上的地位（最後官位為正二位權大納言）；手執笏；白色繡紋的下襲之裾拖折於後，袴似乎也為白色，著襪；石帶為藏青色，上有金線鸞鳥紋與彩色鑲邊；配有刀，象徵其兼有征夷大將軍的身分。

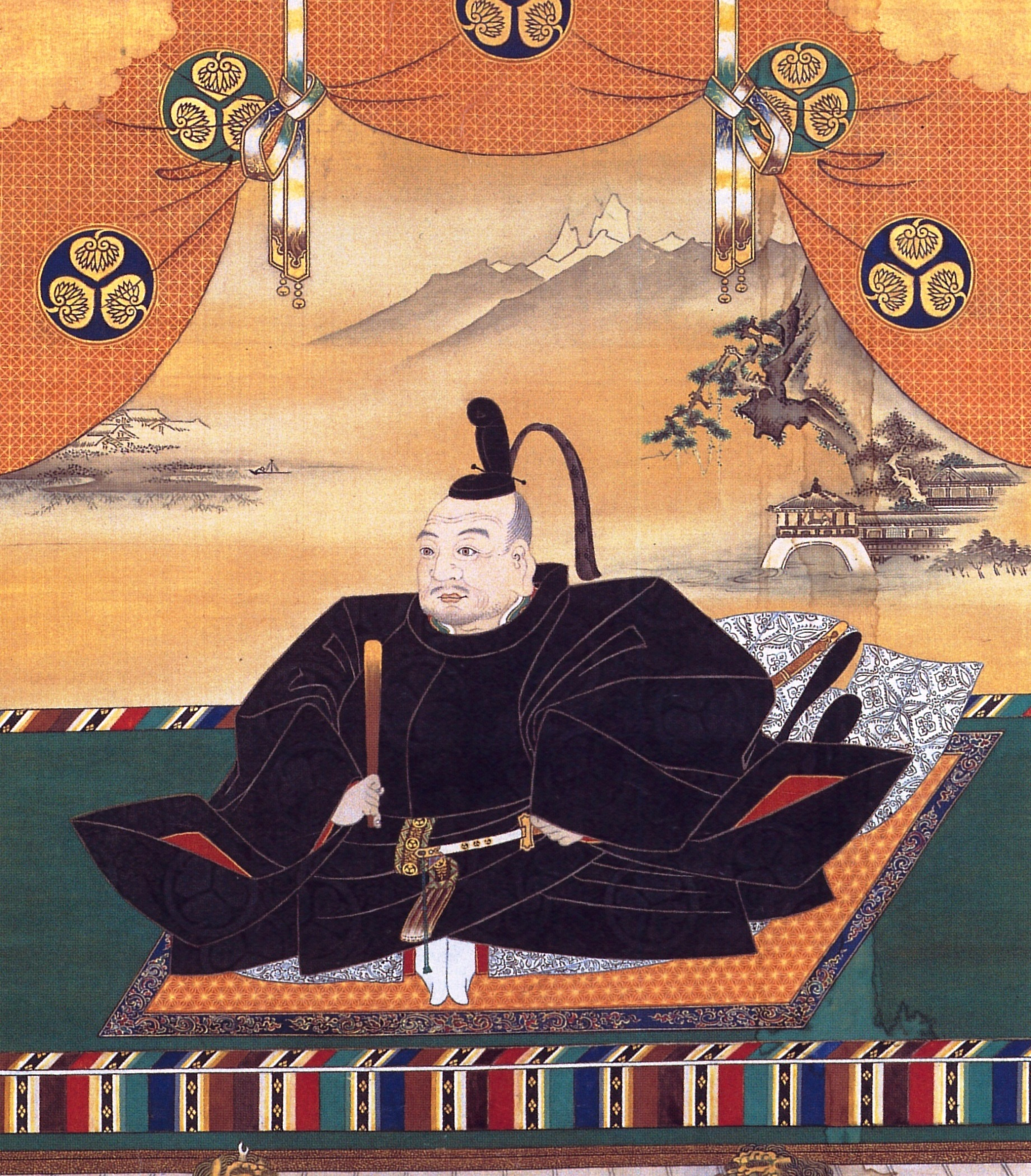
德川家康像（狩野探幽畫、大阪城天守閣藏）

《德川家康像》中，德川家康身著繡有德川氏家紋三葉葵暗紋的黑袍、紅色單衣，戴有垂纓冠，亦象徵其四位以上的身分（最後官階為從一位太政大臣）；手持笏；足著襪；下身著繡有繁複藍花紋的白袴，亦有繁複花紋的下襲之裾拖折於後；棕色石帶上有金線繡成的三葉葵紋；衣側佩刀的刀柄上也有三葉葵紋，象徵其德川家族與將軍的身分。

## 總結
足利義政像與其他將軍相比，描繪風格近似於大和繪，也較為寫意，與其他將軍塑造端莊威武之形象相比差異較大，另外由《傳足利義政像》與《源賴朝像》、《德川家康像》中將軍穿著之服裝形式來看，《傳足利義政像》所穿的衣冠較《源賴朝像》、《德川家康像》所穿的束帶更為簡便，花紋與裝飾也較簡樸，且未著襪或足袋；與《德川家康像》肖像搭配的設色障屏與華麗擺設相比，《傳足利義政像》中的水墨山水畫障屏與簡單的擺設較為古樸。